# Elyāsī-ye Khalīfeh Ḩoseyn
Elyāsī-ye Khalīfeh Ḩoseyn (persiska: الياسی خلیفه حسین, Elyās-e Khalīfeh Ḩasan) är en ort i Iran.   Den ligger i provinsen Kermanshah, i den västra delen av landet, 500 km väster om huvudstaden Teheran. Elyāsī-ye Khalīfeh Ḩoseyn ligger 614 meter över havet och antalet invånare är 170.
Terrängen runt Elyāsī-ye Khalīfeh Ḩoseyn är kuperad åt nordost, men åt sydväst är den platt. Runt Elyāsī-ye Khalīfeh Ḩoseyn är det ganska tätbefolkat, med 72 invånare per kvadratkilometer. Närmaste större samhälle är Sarpol-e Z̄ahāb, 15,6 km söder om Elyāsī-ye Khalīfeh Ḩoseyn. Omgivningarna runt Elyāsī-ye Khalīfeh Ḩoseyn är i huvudsak ett öppet busklandskap.